# Facit (musikalbum)
Facit, är den svenska singer/songwritern Annika Norlins andra fullängdsalbum under artistnamnet Säkert!, utgivet den 15 september 2010.

## Låtlista
1. Fredrik (3:48)
2. Dansa, fastän (2:48)
3. Honung (3:40)
4. Isarna (3:20)
5. Får jag (3:11)
6. Influensa (3:54)
7. Ner i gruvan (3:16) (Endast med på LP-versionen)
8. Rotary (3:00)
9. Riot (3:10)
10. köttet är svagt (3:28)
11. När du dör (2:31)
12. Jag blev som kvar (3:18)
13. Tyst nu (3:17)

## Listplaceringar
| Lista (2010-2011) | Topplacering |
| ----------------- | ------------ |
| Sverige           | 2            |

### Fotnoter
1. ↑  ”Facit”. Swedishcharts. 26 februari 2010. http://www.swedishcharts.com/showitem.asp?interpret=S%E4kert%21&titel=Facit&cat=a. Läst 28 december 2015.